# Irene Wolff-Molorciuc
Irene Wolff-Molorciuc (* 8. September 1955 in Berlin; † 25. Juli 2012) war eine deutsche Politikerin (Die Linke). Sie war von 1999 bis Oktober 2009 und erneut von 2009 bis zu ihrem Tod 2012 Landtagsabgeordnete in Brandenburg.

## Leben
Irene Wolff-Molorciuc wurde am 8. September 1955 in Berlin geboren. Nach dem Besuch der Polytechnischen und Erweiterten Oberschule von 1962 bis 1974 nahm sie ein Pädagogikstudium auf. Sie begann ihr Studium der Unterrichtsfächer Russisch und Geschichte zunächst an der Pädagogischen Hochschule „Clara Zetkin“ in Leipzig und konnte dabei vor allem ihre Russischkenntnisse durch einen Studienaufenthalt in Rostow am Don vertiefen. 1978 schloss sie das Studium als Diplomlehrerin ab.
Wolff-Molorciuc bekam anschließend zunächst eine Stelle an der POS in Tantow als Lehrerin zugewiesen. Später wechselte sie zur POS nach Passow. 1980 wurde sie stellvertretende Direktorin, ab 1982 bis 1989 leitete sie als Direktorin die Passower POS. Anschließend wechselte Wolff-Molorciuc als Mitarbeiterin zur SED-Kreisleitung Angermünde, bei der sie bis 1991 nunmehr als Mitarbeiterin des PDS-Kreisvorstandes tätig blieb. In Anschluss daran war sie bis 1994 zeitweise arbeitslos bzw. in einer Umschulung durch das Arbeitsamt beschäftigt. Nach den Landtagswahlen 1994 fand Wolff-Molorciuc eine Anstellung als Mitarbeiterin eines PDS-Landtagsabgeordneten in dessen Wahlkreisbüro. 1999 rückte sie in den Landtag nach.
Irene Wolff-Molorciuc lebte in Passow und war verheiratet.

## Politik
Irene Wolff-Molorciuc war seit 1974 Mitglied der SED. Sie trat 1989 erstmals politisch als Mitarbeiterin der SED-Kreisleitung Angermünde in Erscheinung. Seit 1990 vertrat sie ihre Partei im Gemeinderat von Welsebruch (seit 2004 wieder Passow) und im Kreistag zunächst des Kreises Angermünde, später des Kreises Uckermark.
1999 gelang Wolff-Molorciuc über die Landesliste ihrer Partei erstmals der Einzug in den Landtag Brandenburg. Während der 3. Wahlperiode (1999–2004) war sie Mitglied im Ausschuss für Europaangelegenheiten und Entwicklungspolitik. Bei der Landtagswahl 2004 konnte sie das Direktmandat im Wahlkreis Uckermark I erringen und vertrat ihre Fraktion im Ausschuss für Arbeit, Soziales, Gesundheit und Familie (2004–2005, 2007–2009), in der Zwischenzeit war sie erneut Mitglied im Ausschuss für Europaangelegenheiten und Entwicklungspolitik. 2009 unterlag sie gegen den ebenfalls im Wahlkreis Uckermark I antretenden Ministerpräsidenten Matthias Platzeck (SPD) und schied somit zunächst aus dem Landtag aus. Erst nach der Mandatsniederlegung von Renate Adolph konnte sie im Dezember 2009 in den Landtag nachrücken.
Wolff-Molorciuc war Landesvorsitzende der Volkssolidarität in Brandenburg und auch Mitglied im Bundesvorstand der Hilfsorganisation.